# Zoologisk Have - Barnet og Aben
Zoologisk Have - Barnet og Aben er en dansk dokumentarisk optagelse fra 1907 foretaget af Peter Elfelt.

## Handling
To kvinder og en lille pige leger med en mindre abe og en lille chimpanse i Zoologisk have. Et gedekid får flaske. Strudsen løber rundt blandt ponyerne.